# رزاموند (کالیفرنیا)
رزاموند (به انگلیسی: Rosamond) یک منطقهٔ مسکونی در ایالات متحده آمریکا است که در شهرستان کرن، کالیفرنیا واقع شده‌است. رزاموند ۱۳۵٫۵۵۰ کیلومتر مربع مساحت و ۱۸٬۱۵۰ نفر جمعیت دارد و ۷۶۷ متر بالاتر از سطح دریا واقع شده‌است.